# Rubio Rubin
Rubio Yovani Mendez Rubin (født 1. marts 1996) er en amerikansk fodboldspiller med guatemalanske og mexicanske rødder, der spiller hos Real Salt Lake i den amerikanske serie MLS.

## Karriere
Rubin skrev under på en fireårig aftale med FC Utrecht i marts 2014.  Rubin startede inde, spillede alle 90 minutter og lavede en assist i sin professionelle debut for Utrecht i en 2-1-sejr over Willem II.
Den 31. januar 2017 på transfervinduets sidste dag blev det offentliggjort, at Rubin havde skrevet under på en kontrakt med Silkeborg IF efter at have ophævet sin kontrakt med FC Utrecht.
Efter opholdet i Danmark, har han spillet flere klubber

### Landsholdskarriere
Rubin blev i 2012 som U/17-landsholdspiller udnævnt som U.S. Soccer Young Male Athlete of the Year.
I 2021 blev det efter samtaler med den guatemalanske landstræner bekræftet at Rubio Rubin fremefter vil repræsentere det guatemalanske senior-landshold.

## Personlige forhold
Rubin er født af en mexicansk far og en guatemalansk mor.